# ایتالو آکونسیا
ایتالو آکونسیا (انگلیسی: Italo Acconcia; ۲۰ آوریل ۱۹۲۵ – ۱۲ فوریهٔ ۱۹۸۳) بازیکن فوتبال اهل ایتالیا بود.
از باشگاه‌هایی که در آن بازی کرده‌است می‌توان به باشگاه فوتبال فیورنتینا، باشگاه فوتبال مودنا، باشگاه فوتبال سالرنیتانا، باشگاه فوتبال آ.اس. رم، باشگاه فوتبال اودینزه، باشگاه فوتبال پیستویزه، باشگاه فوتبال امپولی، و باشگاه فوتبال جنوآ اشاره کرد.